# Mémé (roman)
Pour les articles homonymes, voir Mémé.
Mémé est un roman de l'acteur et écrivain Philippe Torreton paru en 2014 aux éditions de l'Iconoclaste.
Philippe Torreton rend hommage à sa grand-mère maternelle, Denise Porte né en 1914 dans la Normandie pluvieuse. L'auteur l'évoque et répète à l'envi ce mot : « mémé ». Il explique  au journal Le Monde : « Je pense qu'on est constitué de tout ça, de millions d'impressions, d'émotions, des stimuli, et pas seulement des grands événements de la vie. » ; Mémé dessine à petits coups de pinceau, à petites touches, l'univers modeste de « Mémé Alain » de Triqueville, décédée en 2005. Cette mémé « silencieuse de mots mais bavarde en preuves d'amour » qui, à 80 ans passés monte à Paris applaudir son petit-fils dans Le Barbier de Séville. Pour elle, il reste le « bézot » que ses parents lui ont confié et qui grandit en nourrissant les bêtes et en faisant les foins.